# جاي تي وايت
جاي تي وايت (بالإنجليزية: J. T. White)‏ هو لاعب كرة قدم أمريكية أمريكي، ولد في 10 يوليو 1920 في ودلي في الولايات المتحدة، وتوفي في 21 نوفمبر 2005 في دانفيل في الولايات المتحدة.